# Liste der Bischöfe von Lebus

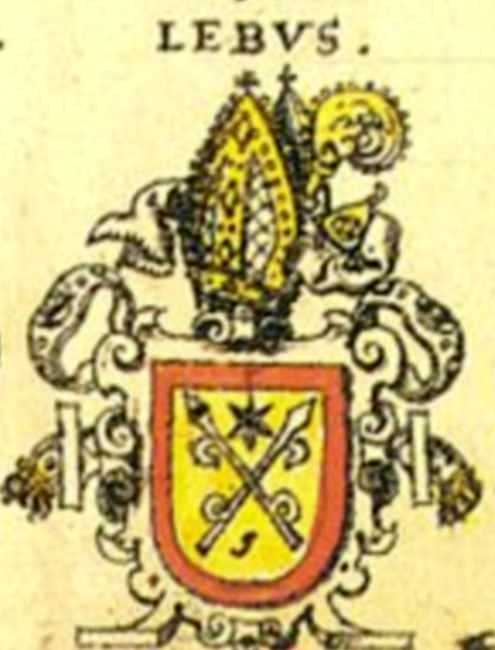
Wappen des Bistums Lebus nach Johann Siebmachers Wappenbuch von 1605

Die Liste der Bischöfe von Lebus enthält die Bischöfe von Lebus von 1133 bis 1598 mit Sitz in Lebus, Göritz, Breslau und Fürstenwalde.

## Lebus (1124–1276)
- 1133?, 1147?: Bernhard I., evtl. identisch mit dem Missionsbischof Bernhard
- 12. Jahrhundert: Bernhard II.
- 1149–1156?: Stephan I.
- 1180: Gaudentius
- nach 1180–1189?: Przeclav
- 1191: Arnold, Abt von Mogilno
- 1198–1201: Cyprian, danach Bischof von Breslau
- 1201–1204: Lorenz I.
- 1209–1232: Lorenz II.
- 1233–1244: Heinrich I.

Seit 1244 wurden keine Urkunden mehr in Lebus ausgestellt. Die Bischöfe hielten sich oft in Breslau oder auch auf anderen Stiftsgütern auf
- 1248: Nanker
- 1252–1273: Wilhelm I.
- 1276–1282: Wilhelm II.
- 1283–1284: Volmirus

## Göritz (1290–1325)
Ab 1276 begann der Umzug des Domstifts nach Göritz östlich der Oder. Nur 1290 und 1308 urkundeten Bischöfe dort.
- 1284–1299: Konrad
- 1300–1302: Johann I.
- 1308–1313: Friedrich I.
- 1316–1320: Stephan II. (Doppelwahl)

## Exil (1326–1354)
1326 verließen die Kanoniker Göritz und lebten an verschiedenen Orten
- 1326–1345: Stephan II.
- 1345–1352: Apetzko Deyn von Frankenstein

## Lebus (1354–1373)
Seit 1354 wurde in Lebus wieder ein Bischofssitz aufgebaut.
- 1353–1366: Heinrich II. von Banz
- 1366–1375: Peter von Oppeln

1373 wurden die Stiftsgebäude in Lebus zerstört, der Bischof residierte auswärts.
- 1375–1382: Wenzel von Liegnitz (1382–1417 Bischof von Breslau)

## Fürstenwalde (1385–1598)
1385 erfolgte die Einweihung des neuen Doms in Fürstenwalde und damit der endgültige Umzug.
- 1382–1392: Johann II. von Kittlitz (auch Bischof von Meißen † 1408)
- 1393–1397: Johann III. Frost
- 1397–1418: Johann IV. von Borsnitz (danach Erzbischof von Gran)
- 1420–1423: Johann V. von Waldow (auch Bischof von Brandenburg)
- 1423–1424: Johann VI. von Waldow
- 1424–1436: Christoph von Rotenhan
- 1437–1439: Peter von Burgsdorff
- 1440–1443: Konrad Kron
- 1443–1455: Johann VII. von Deher (Dehr, Dyhrn)
- 1455–1483: Friedrich II. Sesselmann
- 1484–1486: Liborius von Schlieben
- 1487–1490: Ludwig von Burgsdorf
- 1490–1523: Dietrich von Bülow
- 1524–1550: Georg von Blumenthal
- 1550–1555: Johann VIII. Horneburg
- 1555–1598: Joachim Friedrich (späterer Kurfürst von Brandenburg)